# Mojang
Mojang Studios (conosciuta semplicemente come Mojang) è una casa produttrice di videogiochi, con sede centrale a Stoccolma, Svezia.
Fondata il 17 maggio 2009 da Markus "Notch" Persson con il nome di Mojang Specifications, è divenuta particolarmente famosa per l'ideazione e lo sviluppo del videogioco indie Minecraft.
Il 15 settembre 2014, Microsoft ufficializza l'acquisizione del videogioco fondamentale per la casa produttrice, Minecraft, per una cifra pari a 2,5 miliardi di dollari.

## Storia
Mojang ("gadget" in svedese) fu fondata il 17 maggio 2009 da Markus Persson, un ex-programmatore svedese del team King.com e altri due compagni, Jakob Porsér e Carl Manneh. Una volta fondata la società, il primo videogioco su cui si concentrarono fu uno del genere sandbox, dove i giocatori avrebbero potuto modificare ed interagire con l'ambiente circostante: nacque così Minecraft, che venne rilasciato in versione beta verso la fine del 2009. Il gioco riscosse subito successo, tanto da spingere gli sviluppatori a investire tempo su esso per rilasciarne una versione definitiva, pubblicata l'11 novembre 2011. Il numero di fan cresce, e il numero di dipendenti arriva a 12, tutti impegnati nello sviluppo e aggiornamento di Minecraft. La popolarità aumenta tanto che nel 2011 Sean Parker, ex-presidente Facebook, contatta Mojang proponendo di investire nella società copiose somme, ma il team di sviluppatori rifiuta. Nel frattempo i profitti aumentano fino a toccare gli 80 milioni di dollari, come anche il numero di dipendenti, che supera i 40. Mojang quindi decide di investire in due nuovi progetti detti Cobalt, un videogioco d'azione a scorrimento laterale e Scrolls, rinominato Caller's Bane, un gioco strategico di carte collezionabili digitale pubblicato l'11 dicembre 2014. Nel 2012 Mojang prende parte al "Programma per insediamenti umani" in collaborazione con le Nazioni Unite, che consiste nel permettere agli utenti di creare, attraverso Minecraft, dei piani di recupero per le parti del mondo in condizioni più degradanti. Infine, nel 2014, Microsoft rileva l'intera società per 2,5 miliardi di dollari.

## Videogiochi
| Videogioco         | Data pubblicazione | Piattaforme | Genere                                          |
| ------------------ | ------------------ | --- | ----------------------------------------------- |
| Minecraft          | 17 maggio 2009     | Microsoft Windows, macOS, Linux, Android, iOS, iPadOS, Xbox 360, Raspberry Pi, Windows Phone, PlayStation 3, Fire OS, PlayStation 4, Xbox One, PlayStation Vita, Wii U, Apple TV, tvOS, Nintendo Switch, New Nintendo 3DS | Videogioco sandbox, videogioco di sopravvivenza |
| Caller's Bane      | 11 dicembre 2014   | Microsoft Windows, macOS, Android | Gioco di carte collezionabili                   |
| Cobalt             | 2 febbraio 2016    | Microsoft Windows, Xbox 360, Xbox One | Videogioco d'azione                             |
| Crown and Council  | 22 aprile 2016     | Microsoft Windows, macOS, Linux | Gioco strategico a turni                        |
| Cobalt WASD        | 30 novembre 2017   | Microsoft Windows | Videogioco d'azione                             |
| Minecraft Dungeons | 26 maggio 2020     | Microsoft Windows, Nintendo Switch, PlayStation 4, Xbox One, Xbox Series X/S, arcade | Dungeon crawler                                 |
| Minecraft Legends  | 18 aprile 2023     | Nintendo Switch, PlayStation 4, PlayStation 5, Microsoft Windows, Xbox One, Xbox Series X/S | Videogioco d'azione, Gioco di strategia         |